# Yakuza (spel)
Yakuza, tidigare släppt i Japan som Ryū ga Gotoku (龍が如く, Som en drake?) är ett actionäventyrsspel utvecklat av det japanska företaget Sega.
Spelet har blivit film, regisserad av Takashi Miike. Filmen hade premiär i Japan den 3 mars 2007, den japanska titeln är Ryu Ga Gotoku: gekijo-ban (engelsk titel: Like a Dragon).
År 2016 släpptes en remake av spelet vid namn Yakuza Kiwami till Playstation 3 och 4, som under 2017 släpptes till Playstation 4 i västvärlden.

## Spelmekanik
Yakuza är ett actionäventyr som utspelar sig i det fiktiva Tokyo-distriktet Kamurocho, där spelaren axlar rollen som den före detta yakuzan Kazuma Kiryu, som blir indragen i en kamp mellan ett flertal mäktiga fraktioner i Japans undre värld. Spelaren kan, när inte berättelsen säger något annat, utforska Kamurocho som denne önskar och ägna sig åt olika aktiviteter (så som att spela hasardspel eller besöka klubbar) samt ta del av "underberättelser", mindre fristående berättelser som på olika sätt handlar om folket i Kamurocho.
Spelets stridssystem är ett klassiskt 3D-beat-em-up där Kiryu kan använda sig av sina händer, fötter och diverse tillhyggen för att bekämpa fiender. Under slagsmålens gång fylls en mätare som när den är full låter Kiryu släppa lös kraftiga specialattacker. I Yakuza Kiwami tillkommer möjligheten att välja mellan fyra olika kampstilar för Kiryu: Den balanserade "Brawler", den långsamma men förödande "Beast", den snabba men svaga "Rush" och hans klassiska stil "Dragon" som i Kiwami börjar svagt och långsamt blir kraftigare under spelets gång. Genom att vinna slagsmål tjänar Kiryu pengar och erfarenhetspoäng, där de senare kan användas för att uppgradera hans förmågor på olika sätt.
I Yakuza Kiwami tillkommer även spelsystemet "Majima Everywhere", som går ut på att Kiryus rival Goro Majima när som helst kan dyka upp för att utmana Kiryu på ett slagsmål. Att vinna slagsmålen mot Majima låter Kiryu uppgradera Dragon-kampstilen.

## Handling
Spelet börjar år 1995 i det fiktiva Tokyo-distriktet Kamurocho. Kazuma Kiryu är en yakuzalöjtnant som är på väg att stiga i graderna och få sin egen yakuzafamilj att föra befäl över. En dag blir Kiryus barndomsvän Yumi Sawamura kidnappad av Kiryus chef, Sohei Dojima, som försöker våldta henne. När Kiryu kommer till platsen ser han att hans andra barndomsvän och yakuzabroder Akira Nishikiyama har skjutit ihjäl Dojima. Kiryu övertalar Nishikiyama att låta honom ta smällen och blir gripen av polisen och tillbringar tio år i fängelse. När han släpps i december 2005 återvänder han till Kamurocho, där han får reda på att i hans frånvaro har Nishikiyama blivit en maktgalen yakuzaboss, samt att Yumi är försvunnen och att alldeles nyligen har Masaru Sera, ledaren för den yakuzaorganisation Kiryu en gång tillhörde, blivit mördad i samma veva som tio miljarder yen försvann från organisationens tillgångar.
De försvunna pengarna och den mördade ledaren orsakar kaos i den undre världen och i sin strävan efter att ta reda på vad som hänt träffar Kiryu på Haruka, en nioårig flicka som verkar vara nyckeln till att lösa mysteriet med de försvunna pengarna och jagas av flera kriminella organisationer. Efter ett tag visar det sig att det var Sera själv som tillsammans med Kiryus fosterfar Shintaro Kazama och Yumi orkestrerade pengastölden och att pengarna egentligen tillhör Kyohei Jingu, en korrupt politiker som använt sig av yakuzan för att avancera i sin karriär. Jingu var tidigare gift med Yumi och fick Haruka tillsammans med henne, men försökte senare röja dem ur vägen för att minimera risken att någon fick reda på hans skumma affärer, något Sera vägrade tillåta. Jingu manipulerade Nishikiyama till att mörda Sera genom att locka honom med att han då skulle kunna ta Seras plats. För att förhindra just detta lät Sera Kazama utse Seras efterträdare, nämligen Kiryu.
Spelet når sin klimax när Kiryu och Haruka återförenas med Yumi, som under den falska identiteten Mizuki gömt de stulna pengarna i ett hemligt kassavalv på klubben Ares högst upp i skyskrapan Millennium Tower för att förstöra dem. Den glada återföreningen avbryts av att Nishikiyama dyker upp för att göra upp med Kiryu en gång för alla. Kiryu besegrar honom i det slagsmål som följer, varpå Jingu dyker upp för att ta pengarna och döda Kiryu, Haruka och Yumi. Han lyckas enbart med att döda den sistnämnda, innan en rasande Nishikiyama inser att han blivit förd bakom ljuset och låser in sig själv tillsammans med Jingu i det hemliga kassavalvet, där Yumi placerat en bomb som skulle förstöra pengarna. Nishikiyama och Jingu sprängs i luften och de tio miljarderna regnar ned över Kamurochos gator. Polisen stormar in för att gripa Kiryu, som är beredd att överlämna sig och återvända till fängelset då nästan alla som stått honom nära dött under handlingens gång. Makoto Date, en poliskommissarie Kiryu blivit vän med, beordrar poliserna att inte gripa Kiryu och påminner Kiryu att någon måste ta hand om Haruka. Kiryu går med på detta och lämnar yakuzan för att starta ett nytt liv med Haruka. Yakuza Kiwami lägger till en scen efter eftertexterna, där Kiryu och Haruka ser en mor prata om jultomten med sin dotter. Haruka frågar Kiryu hur länge han trodde på jultomten som barn och retar honom för att han överhuvudtaget trott på tomten när han säger att han inte minns. Spelet avslutas med att Kiryu och Haruka vandrar iväg för att starta sitt nya liv samtidigt som Kiryu säger att det inte är något fel med att tro på tomten.
I Kiwami-versionen tillkommer även två sidoberättelser som fokuserar på Nishikiyama och Kiryus "vänskapliga rival" Goro Majima. I Nishikiyamas berättelse visas hur han under Kiryus tid i fängelset febrilt kämpar för att etablera sig som yakuzaboss samtidigt som han försöker samla ihop pengar för att rädda sin dödssjuka syster. Efter att läkaren som skulle rädda henne blåst Nishikiyama på pengar och därmed indirekt dömt hans syster till döden bestämmer sig Nishikiyama för att begå seppuku, men avbryts av en av sina mannar. Fylld av sorg och ilska samt frustration över att ständigt ses som sämre än Kiryu använder Nishikiyama istället sin kniv för att mörda sin underhuggare och slicka tillbaka sitt hår med hans blod, vilket påbörjar hans förvandling till den maktgalna och känslokalla man Kiryu ställs mot i spelet.
I originalspelet hade Goro Majima en ganska liten roll, där han porträtterades som en smått psykopatisk skurk som vid några tillfällen i spelet ställde till kaos för att få en ursäkt att slåss mot Kiryu. Då senare spel i serien etablerat Majima som en vänskaplig rival till Kiryu och gjort honom till en populär karaktär bland Yakuza-seriens fans utökades hans roll i nyversionen. I ett antal nya scener porträtteras Majima som en mer sympatisk, om än smått tragisk, figur som under spelets gång drar igång mer eller mindre komplicerade planer (så som att klä ut sig till polis, bartender, taxichaufför, med mera) för att provocera fram ett slagsmål mellan sig och Kiryu. Även om Kiryu i början irriterar sig på Majimas beteende inser han snart att de återkommande slagsmålen är nyttig träning och att Majima hyser en djup respekt för honom, till den grad att Majima ställer sig i vägen när en av Majimas män försöker knivhugga Kiryu, med motiveringen att enbart han själv har rätt att döda Kiryu.

## Rollista
- Takaya Kuroda (japanska) / Darryl Kurrylo (engelska) - Kazuma Kiryu (桐生 一馬)
- Rie Kugimiya (japanska) / Debi Derryberry (engelska) - Haruka Sawamura (澤村 遥)
- Kazuhiro Nakatani (japanska) / Michael Rosenbaum (engelska) - Akira Nishikiyama (錦山 彰) / Akira Nishiki
- Miyako Uesaka (japanska) / Eliza Dushku (engelska) - Yumi Sawamura (澤村 由美) / Mizuki Sawamura
- Tetsuya Watari (japanska) / Roger L. Jackson (engelska) - Shintaro Kazama (風間 新太郎) / Shintaro Fuma
- Junko Mihara (japanska) / Rachael Leigh Cook (engelska) - Reina (麗奈)
- Kazuhiro Yamaji (japanska) / Bill Farmer (engelska) - Makoto Date (伊達 真)
- Naomi Kusumi (japanska) / Michael Madsen (engelska) - Futoshi Shimano (嶋野 太) / Futo Shimano
- Hirooki Yoshida (japanska) / Robin Atkin Downes (engelska) - Kyohei Jingu (神宮 京平)
- Takafumi Yamaguchi (japanska) / Daniel Capellaro (engelska) - Shinji Tanaka (田中 シンジ)
- Hidenari Ugaki (japanska) / Mark Hamill (engelska) - Goro Majima (真島 吾朗)
- Shinichi Tatsuzawa (japanska) / James Horan (engelska) - Lau Kar-long (ラウ・カーロン, 劉家龍) / Lau Ka Long
- Ryūji Mizuki (japanska) / Alan Dale (engelska) - Masaru Sera (世良 勝) / Masa Sera
- Akina Okada (japanska) / Nan McNamara (engelska) - Saya Date (伊達 沙耶)
- Yoshiaki Fujiwara (japanska) / Dwight Schultz (engelska) - Sai no Hanaya (サイの花屋) / Kage